# Solange Magnano
Solange Magnano (née le 2 décembre 1971 à Córdoba et morte le 29 novembre 2009 à Buenos Aires), a été élue Miss Argentine 1994.

## Décès
Le 26 novembre 2009, elle a été transportée à l'hôpital avec de graves problèmes respiratoires après une intervention chirurgicale à la suite d'implants fessiers. Après trois jours dans un état critique sous soins intensifs, elle décède le 29 novembre 2009 à la suite d'une embolie pulmonaire et d'une artère pulmonaire bloquée.
Elle est inhumée dans sa ville natale, San Francisco en Argentine.
D'après le styliste, Roberto Piazza et d'un ami proche de Solange, elle est devenue exigeante pour conserver sa jeunesse ainsi que sa carrière de mannequin.

## Vie privée
Elle s'est mariée avec Gustavo Rosso. Ils se sont installés à Cordoue. Elle est mère de deux jumeaux, Bruno et Lautaro,